# Vertrag von Salomón-Lozano
Der Vertrag von Salomón-Lozano ist ein multilateraler Grenzvertrag zwischen Kolumbien, Peru und Ecuador vom 24. März 1922. Der Vertrag ist nach den beiden Hauptverhandlungsführern benannt: Alberto Salomón Osorio für Peru und Fabio Lozano Torrijos für Kolumbien. (Ecuador spielte nur eine Nebenrolle.)

## Vertragsinhalt
Peru trat das Gebiet zwischen den beiden Flüssen Putumayo und Caquetá an Kolumbien ab, das dadurch über die Hafenstadt Leticia Zugang zum Amazonas erlangte.

## Folgen
Ecuador und Peru sahen sich durch Kolumbien übervorteilt, Ecuador sah sich zudem im Osten von Peru und peruanischen Gebietsansprüchen eingeengt.
Streitigkeiten um Leticia führten letztlich zum Kolumbianisch-Peruanischen Krieg; die umstrittene Grenzziehung war auch einer der Hintergründe des Peruanisch-Ecuadorianischen Krieges.